# Catherine Swinnerton
Catherine Swinnerton (nascida em 12 de maio de 1958) é uma ex-ciclista britânica que competiu nos Jogos Olímpicos de Los Angeles em 1984, onde terminou na décima terceira posição na prova de contrarrelógio individual.

## Palmarès[2]
1975
3ª Campeonato do Reino Unido de Ciclismo em Estrada
1977
Vencedora  Campeonato do Reino Unido de Ciclismo em Estrada
1979
2ª Campeonato do Reino Unido de Ciclismo em Estrada
1981
3ª Campeonato do Reino Unido de Ciclismo em Estrada
1982
2ª Campeonato do Reino Unido de Ciclismo em Estrada
1984
Vencedora  Campeonato do Reino Unido de Ciclismo em Estrada
1985
Segunda etapa de 18, Grande Boucle